# Внутри убийцы (сериал)
«Внутри убийцы» — российский детективный мини-сериал режиссёра Владимира Мирзоева с Анастасией Евграфовой и Тихоном Жизневским в главных ролях, созданный по мотивам одноимённого романа-бестселлера Майка Омера.
Премьерный показ сериала проходил в онлайн-кинотеатре «Кинопоиск» с 22 февраля по 21 марта 2024 года.

## Сюжет
Действие сериала происходит в Санкт-Петербурге. Главная героиня, психолог-профайлер Зоя Волгина, ищет маньяка-душителя, который делает кукол из тел своих жертв. Литературной основой сценария стал роман Майка Омера, действие которого перенесено в Россию.

## Актёры и роли

### В главных ролях
| Актёр               | Роль                                                       |
| ------------------- | ---------------------------------------------------------- |
| Анастасия Евграфова | Зоя Волгина профайлер                                      |
| Тихон Жизневский    | Тимофей Волох специальный сотрудник Следственного комитета |

### В ролях
| Актёр                    | Роль                                                                             |
| ------------------------ | -------------------------------------------------------------------------------- |
| Фёдор Лавров             | Марат Апраксин капитан                                                           |
| Яна Сексте               | Катерина Андреевна Самара шеф Зои и Тимофея, глава Отдела поведенческого анализа |
| Дарья Коныжева           | Александра Волгина младшая сестра Зои                                            |
| Сергей Шакуров           | дед Никола дедушка Тимофея                                                       |
| Диана Енакаева           | Зоя в детстве                                                                    |
| Мария Рыщенкова          | мама Зои и Александры                                                            |
| Олег Алмазов             | отец Зои и Александры                                                            |
| Дмитрий Смирнов          | молодой Руслан Головин                                                           |
| Вероника Мохирева        | Лили (Ульяна Лебедева) 20-летняя проститутка                                     |
| Анастасия Красовская     | Ника Савельева проститутка из Выборга                                            |
| Сергей Гилёв             | Кирилл Львов                                                                     |
| Сергей Беляев            | Осип                                                                             |
| Карэн Бадалов            | Валерий Абрамсон хозяин бюро ритуальных услуг                                    |
| Елена Муравьёва          | Вера Пустота                                                                     |
| Борис Хвошнянский        | Гарик Малинин                                                                    |
| Владислав Абашин         | взрослый Руслан Головин                                                          |
| Марта Евстигнеева        | Александра в детстве                                                             |
| Вера Кинчева             | Диана                                                                            |
| Валерия Федорович        | Карина                                                                           |
| Александра Виноградова   | криминалист Ольга                                                                |
| Александр Резалин        | доктор Сафразьян консультант Следственного комитета                              |
| Митя Фёдоров             | Андрей Скорик                                                                    |
| Евгения Вайс             | Милана Борисова сотрудник полиции                                                |
| Мария Дмитриева          | Кристина                                                                         |
| Сергей Чурбаков          | доктор Урушадзе                                                                  |
| Ольга Науменко           | Женечка                                                                          |
| Геннадий Смирнов         | Данила Макаров                                                                   |
| Марфа Просвирникова      | Лиза подруга Зои                                                                 |
| Иван Янковский (4 серия) | видеоблогер в доме Тимофея                                                       |
| Ёла Санько (5 серия)     | соседка Веры Пустоты                                                             |
| Евгений Бакалов          | Натан Коротков                                                                   |

## Саундтрек
Саундтрек для сериала написала группа «Аигел». В декабре 2023 года две песни из фильма («Эта вода живая» и «Капля за каплей») стали доступны на платформе «Яндекс Музыка».

## Релиз и восприятие
Премьера сериала состоялась 22 февраля 2024 года на «Кинопоиске». Проект состоит из пяти серий.
Автор романа Майк Омер ещё до выхода сериала высоко оценил кастинг. По его словам, «Анастасия Евграфова с её утонченными чертами лица и пронизывающим взглядом абсолютно точно отражает характер героини».